# The P.O.X.
The P.O.X. sono un gruppo psychobilly tedesco. P.O.X. significa Psychobilly Orchestra X.

## Storia del gruppo
I P.O.X. vennero fondati nel 1982 ad Hannover (Germania) dal cantante e chitarrista Beaker Pox e dal batterista Slin Pox, un gruppo di due membri che appartenne alla prima ondata di gruppi Psychobilly. Nel 1983 il chitarrista e compositore di canzoni Carl Pox completò la formazione finale del gruppo. I P.O.X. furono in assoluto il primo gruppo Psychobilly proveniente dalla Germania. Nel 1984 arrivò il contratto per un disco con l'etichetta Wahnsinn Records (Amburgo) e così venne lanciato il primo disco Psychobilly tedesco: il mini LP It's So Dark.
Seguirono concerti internazionali e il secondo disco Voodoo Power pubblicato dalla Kix4U.
La band si sciolse ufficialmente nel novembre del 1986 dopo un tour europeo. Negli anni seguenti i P.O.X. continuarono però a suonare in vari festival internazionali con la formazione: Beaker Pox, Carl Pox e Jake Pox, ma nel 1991 il gruppo smise infine di suonare.
Nel 2008 Beaker e Carl Pox decidono di far rivivere il gruppo e di celebrare il suo ritorno allo Psychomania Rumble Festival a Potsdam.

## Influenze sullo Psychobilly degli anni 80
I P.O.X. suonarono principalmente senza il consueto contrabbasso che veniva rimpiazzato da un basso elettrico o addirittura tralasciato. Con l'introduzione di una chitarra ritmica fortemente distorta i P.O.X. diedero al genere un ulteriore elemento stilistico non ancora comune nello Psychobilly del 1984. Il canto distorto in modo atipico contribuì similarmente a creare il caratteristico P.O.X.-Sound che si distingue chiaramente dal tradizionale sound, dominato dal contrabbasso, di un gruppo Psychobilly.
A partire dal 1985 i P.O.X. usarono anche Midi e Sampler che rappresentarono un'ulteriore innovazione nella scena.
I P.O.X. produssero l'intro di Voodoo Power col produttore Yak Bondy. I loro arrangiamenti differiscono da quelli Blues, i più usati agli inizi dello Psychobilly; per esempio la canzone It's So Dark che, oltre ad essere composta ed arrangiata in stile New wave o primo Gothic rock in stile Bauhaus, non è classico Old School Psychobilly.
Se l'aspetto principale dello Psychobilly dei nostri giorni è il divertimento, sia nei testi che sul palco, lo Psychobilly interpretato dai P.O.X. vuole esprimere invece i lati oscuri degli uomini.
Gli show, supporto visivo alla musica e ai testi, venivano arricchiti da elementi morbosi quali il sangue di animali, scheletri autentici o da un membro del gruppo che faceva il travestito, come già visto nel Rocky Horror Picture Show.
I P.O.X. sono considerati oggi uno dei gruppi della prima ondata di band Psychobilly che ha maggiormente aperto lo Psychobilly ad influenze di altri generi musicali.

## Formazione

### Formazione originale
- Beaker Pox - voce, chitarra
- Carl Pox - chitarra, voce
- Slin Pox - batteria

### Formazione attuale
- Beaker Pox - voce
- Carl Pox - prima chitarra
- MAD Pox. - seconda chitarra
- Hellco P. - basso
- Borg P. - batteria

### Ex componenti
- Jake Paland - batteria
- Little Tobi - contrabbasso

## Discografia

### Album studio
- 1984 - It's o Dark Wahnsinn Records, EP 12-001
- 1986 - Voodoo Power (KIX4U)
- 1993 - Voodoo Power & Demos (Maybe Crazy CD 010)

### Raccolte
- Bear Family 10 Years Anniverary Festival (Live) - 1985
- Psycho Attack over Europe! (Kix4U / Rockhouse Records 3335) - 1985
- Psycho Attack over Europe! (Tonpress SX-T77) - 1986
- 2nd Psycho Attack over Europe! (Kix4U / Rockhouse Records 3337) - 1986
- 2nd Psycho Attack over Europe! (Tonpress SX-T101) - 1987
- Crazy Crazy Crazy (Maybe Crazy Records) - 1990
- Psycho Attack over Europe! (Kix4U CD) - 1991
- Revel without a Cause (Revel Yell Records Japan) - 2000
- Psychomania Sampler (Halb 7 Records) – 2008

## Concerti
- 1985.  1. International Psychobilly Festival, Amburgo, Fabrik, 19.01.1985. Con: Frenzy, Voodoo Dolls.
- 1985.  Bear Family festival, Brema, Schlachthof, 25.05.1985. Con: Jack Scott, Ben Hewitt, Johnny And The Roccos.
- 1985.  2. International Psychobilly festival, Amburgo, Fabrik, 21.09.1985. Con: Demented Are Go, Batmobile, Rochee And The Sarnos
- 1985.  2. Internationally festival of Psychobillies, Rotterdam (Paesi Bassi), Arena, 02.10.1985. Con: Archie, Batmobile, Rochee And The Sarnos, Les Wampas.
- 1990.  International Psychobilly festival, Amburgo, Markthalle, 09.06.1990. Con: Polecats, Deltas.
- 1990.  2nd Psycho all star Meeting, Anröchte, Bürgerhaus, 24.10.1990. Con: The Meteors, Mad Sin, Guana Batz, Restless, Krewmen, Batmobile, Long Tall Texans, Coffin Nails.
- 1991.  4th and last Belgium Wreckin Festival, Lovanio (Belgio), Lido, 09.02.1991. Con: Torment, The Quakes, Demented Are Go.
- 1991.  Psychobilly Woodstock, Osnabrück, Halle Gartlage, 18.05.1991. Con: Ricochets, Nekromantix, Peacocks, Mad Sin.
- 2008.  Psychomania Rumble, Potsdam, Lindenpark, 09.05.2008. con P.Paul Fenech, fondatore dei The Meteors. E con: Dead Kings, The Quakes, Mad Doc Cole, Frantic Flintstones, Klingonz, Astro Zombies, Thee Flanders.